# جایزه بزرگ تورنتو
جایزه بزرگ تورنتو (انگلیسی: Grand Prix of Toronto) یک مسابقه سالانه اتومبیل‌های ایندی است که در تورنتو، انتاریو، کانادا برگزار می‌شود. این خودرو که در ابتدا با نام مالسون ایندی تورنتو شناخته می‌شد، از سال ۱۹۸۶ تا ۲۰۰۷ بخشی از سری قهرمانی جهانی اتومبیلرانی بود. پس از یک سال وقفه، از سال ۲۰۰۹ بخشی از برنامه سری NTT IndyCar بود. این مسابقه با سرعت ۲٫۸۷۴- برگزار می‌شود. کیلومتر (۱٫۷۸۶ مایل)، پیچ ۱۱، مدار خیابان موقت از طریق محل محل نمایشگاه (تورنتو) و در بلوار لیک شور. تورنتو به عنوان یک مدار درجه دو فدراسیون بین‌المللی اتومبیلرانی طبقه‌بندی می‌شود.